# Doi Inthanon
A Doi Inthanon csúcs Thaiföld legmagasabb hegye. Az ország észak-nyugati részén a Központi-hegyvidékben található. 2 565 méter magas, a környező táj fölé 1 850 méterrel magasodik. Közigazgatásilag Thaiföld Csiangmaj tartományának része. Elnevezése régebben Doi Luang (Nagy-hegy), más néven Doi Ang Ga (Varjútó-csúcs) volt. A Doi Inthanon nevet a Csiangmaj Királyság utolsó uralkodójának, Inthawichayanonnak tiszteletére kapta, aki sokat tett a helyi élővilág és esőerdők megóvásáért. A hegy és környezete védett terület, a 482 km²-es Doi Inthanon Nemzeti Park-hoz tartozik. Fontos turistacélpont belföldi és külföldi turisták számára egyaránt, a thai újév ünnepén  évente átlagosan 12 000-en látogatják meg a hegycsúcsot. 

## Geológia
A Doi Inthanon a Központi-hegyvidék északi részén található Inthanon-hegyvonulat részét képezi, ez a hegysor alkotja a Salween és a Mekong vízválasztóját is. A hegy maga egy hatalmas gránit batolit, vagyis környezetéből kiemelkedő sziklatömb. A környező, a nyugati országhatár mentén végighúzódó hegyláncok ezzel ellentétben elsősorban gneiszből épülnek fel.

## Élővilág
A Doi Inthanont és környékét sűrű erdő borítja, ahol a növénytársulások magasság szerinti övezetek alapján rendeződnek. Megtalálhatóak itt száraz dipterokarpusz erdők, nedves lombhullató erdőségek, kevert fenyő-tölgy-dipterokarpusz társulások és az alacsonyabb régiókban trópusi örökzöld dombvidéki erdők. A hegycsúcsot is magába foglaló védett terület gazdag állatvilággal rendelkezik, habár a legnagyobb testű emlősök, mint az elefánt, a tigris és a dzsungeltulok az intenzív vadászat következtében már kipusztultak. Vaddisznók, szarvasok, szérók és gibbonok továbbra is élnek a nemzeti parkban, ahol az emlősfajok száma összesen jelenleg 65, ezeknek mintegy fele denevérfaj. Az ország legsokszínűbb madárállománya ezen a területen él, több mint 500 őshonos madárfajt jegyeztek fel. Az északról érkező vándormadarak márciusban érkeznek meg, ez az esemény a nemzeti park egyik legfőbb látványossága az év folyamán. Mintegy 50 hüllőfaj él a Doi Inthanon erdejeiben.

## Turizmus
A Doi Inthanon 60 kilométerre fekszik Csiangmaj városától. A hegycsúcsot is magába foglaló 482 km2 -es Doi Inthanon Nemzeti Park híres vízeséseiről, látványos, kiépített túraútvonalairól, a hegyi törzsek autentikus falvairól és madárleshelyeiről. A Thaiföld teteje-ként is emlegetett csúcsra kiépített aszfaltút vezet fel, a könnyű elérhetőség is magyarázza a látogatók hatalmas tömegeit. A kezelhetetlen turistaáradat miatt a thai kormány már a látogatói létszám korlátozását fontolgatja (2010), ugyanis a kialakuló tömeg élvezhetetlenné teszi az eredetileg természeti jellegű látványosságot.

## Galéria

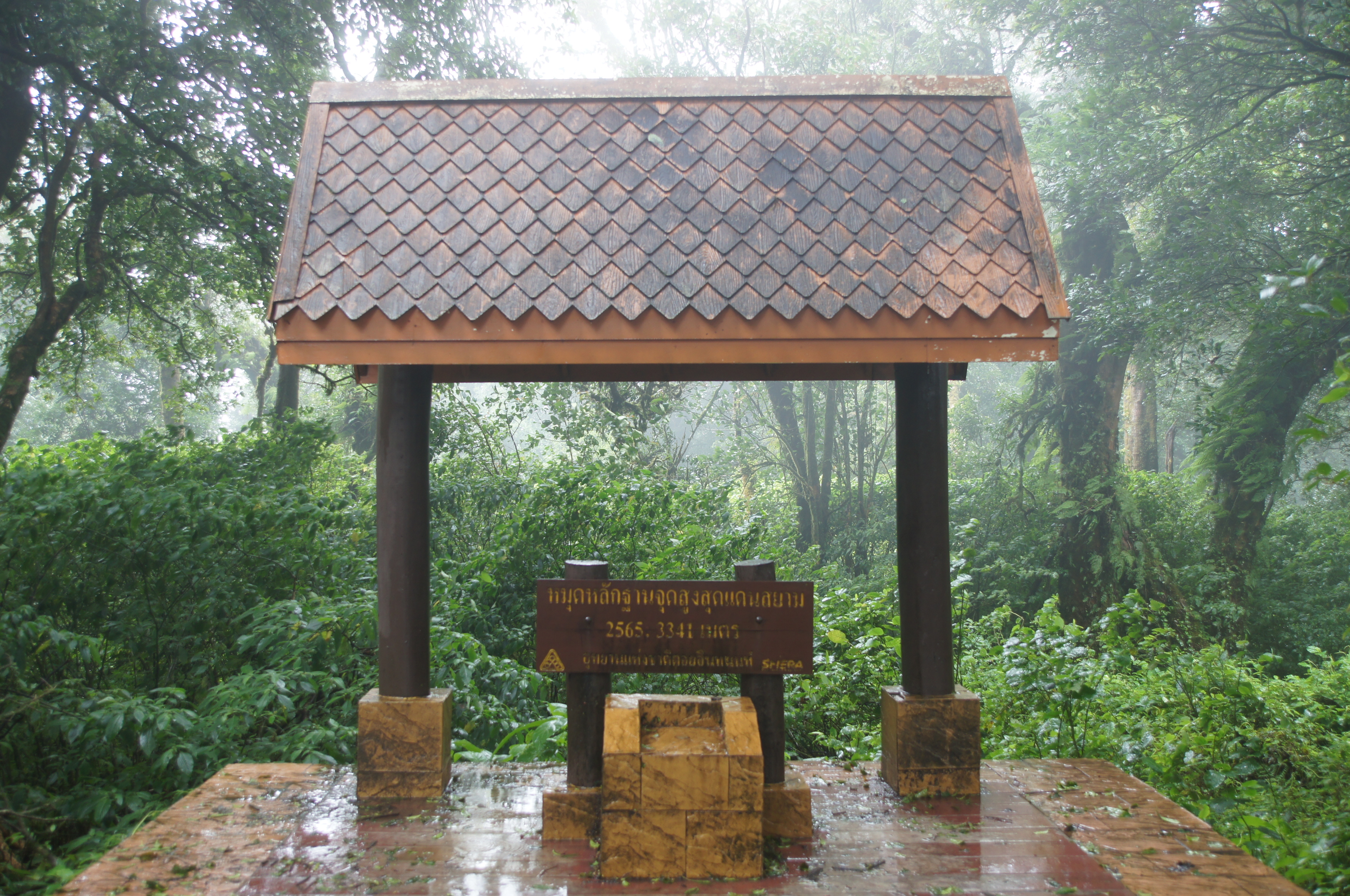
A csúcskő
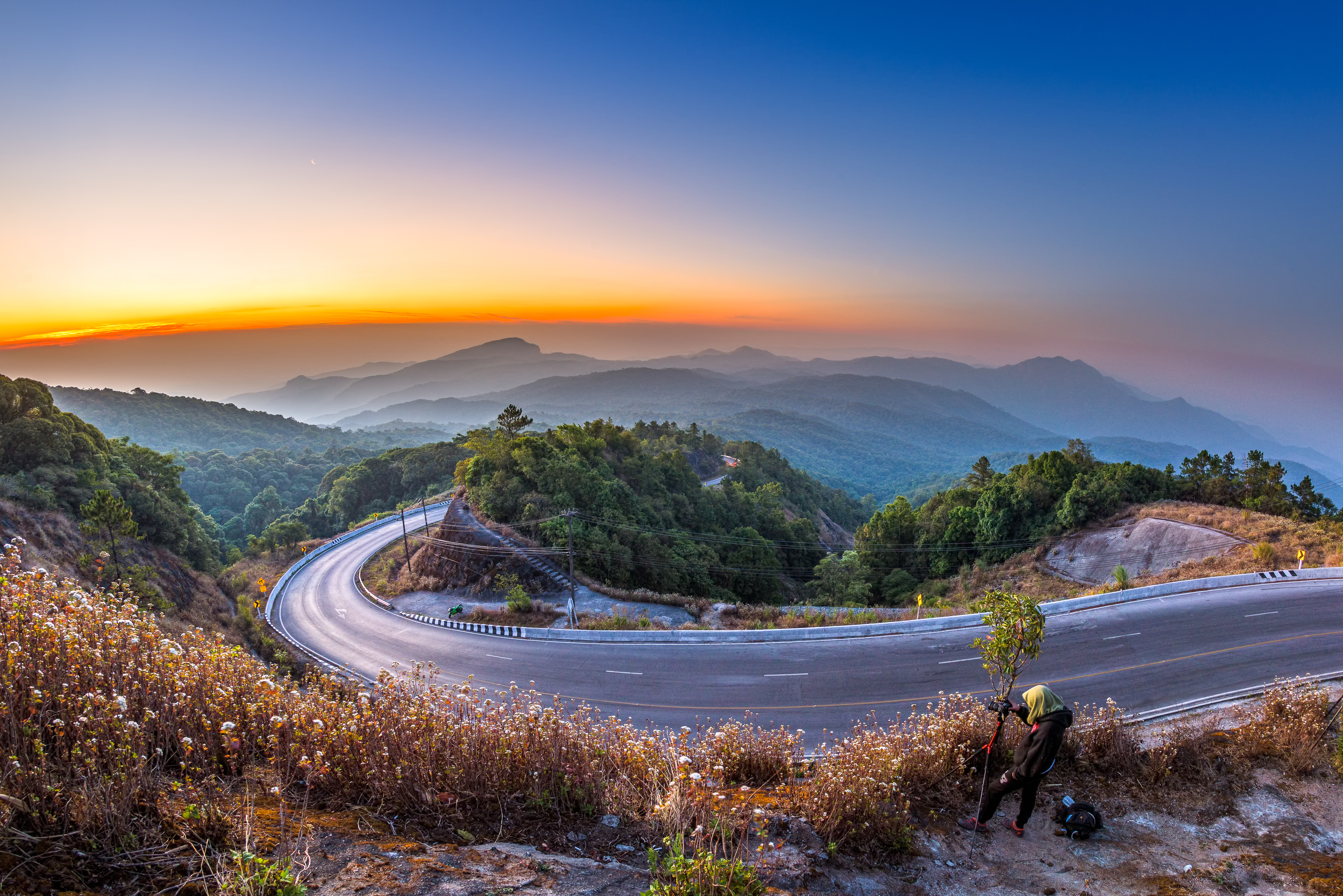
A Doi Inthanonra vezető út
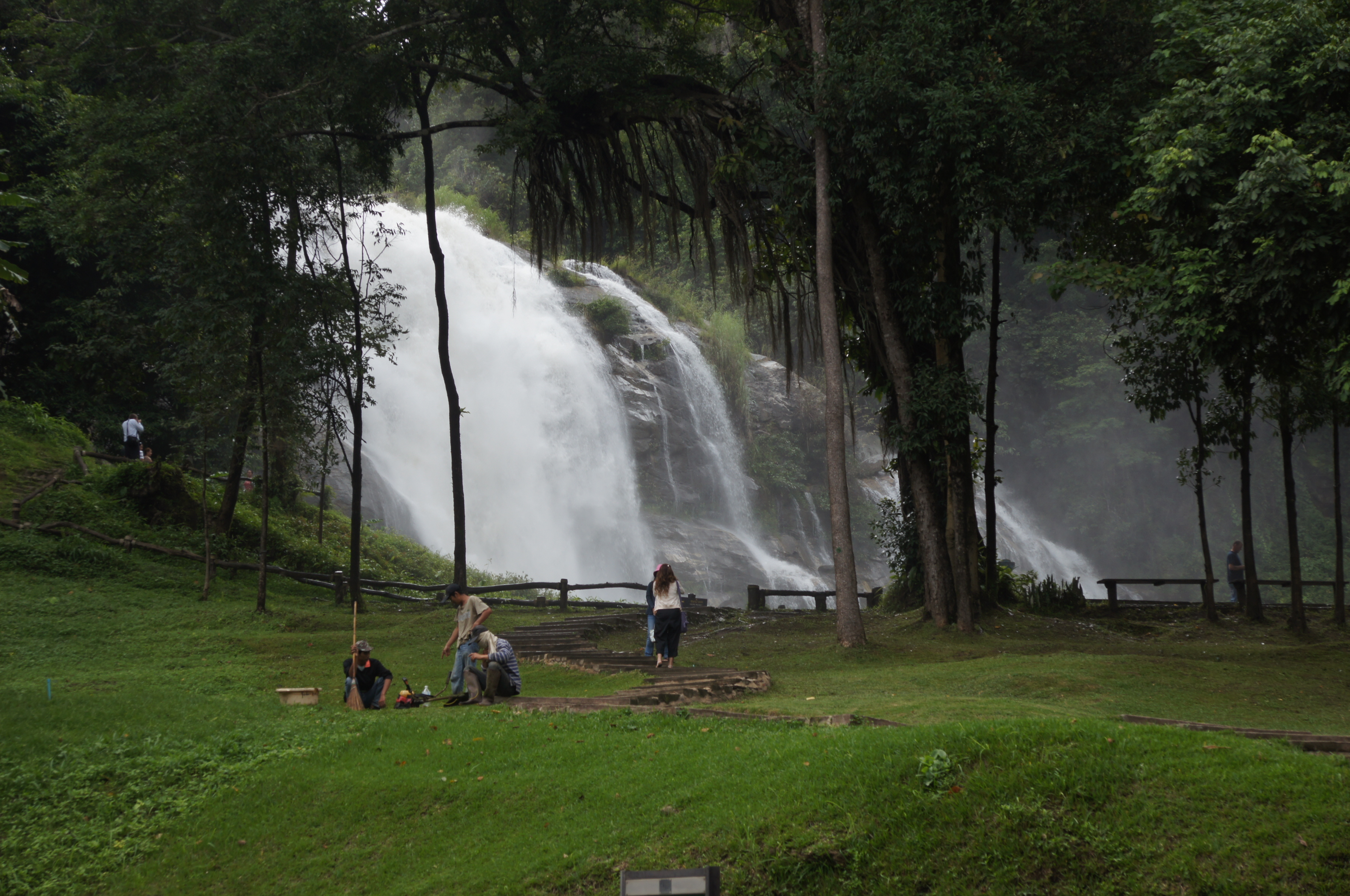
Vízesés a Doi Inthanon Nemzeti Parkban
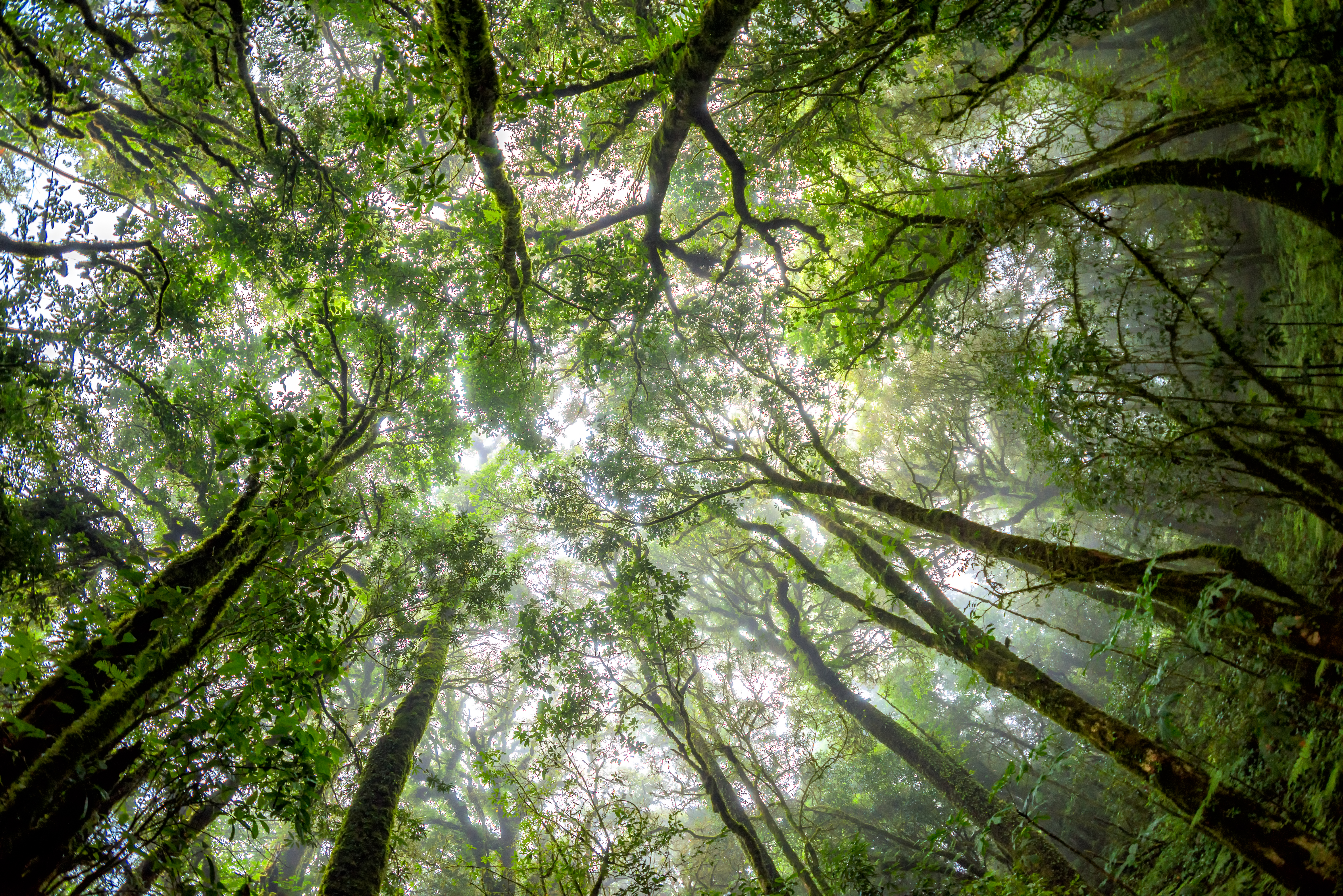
Erdő a nemzeti parkban
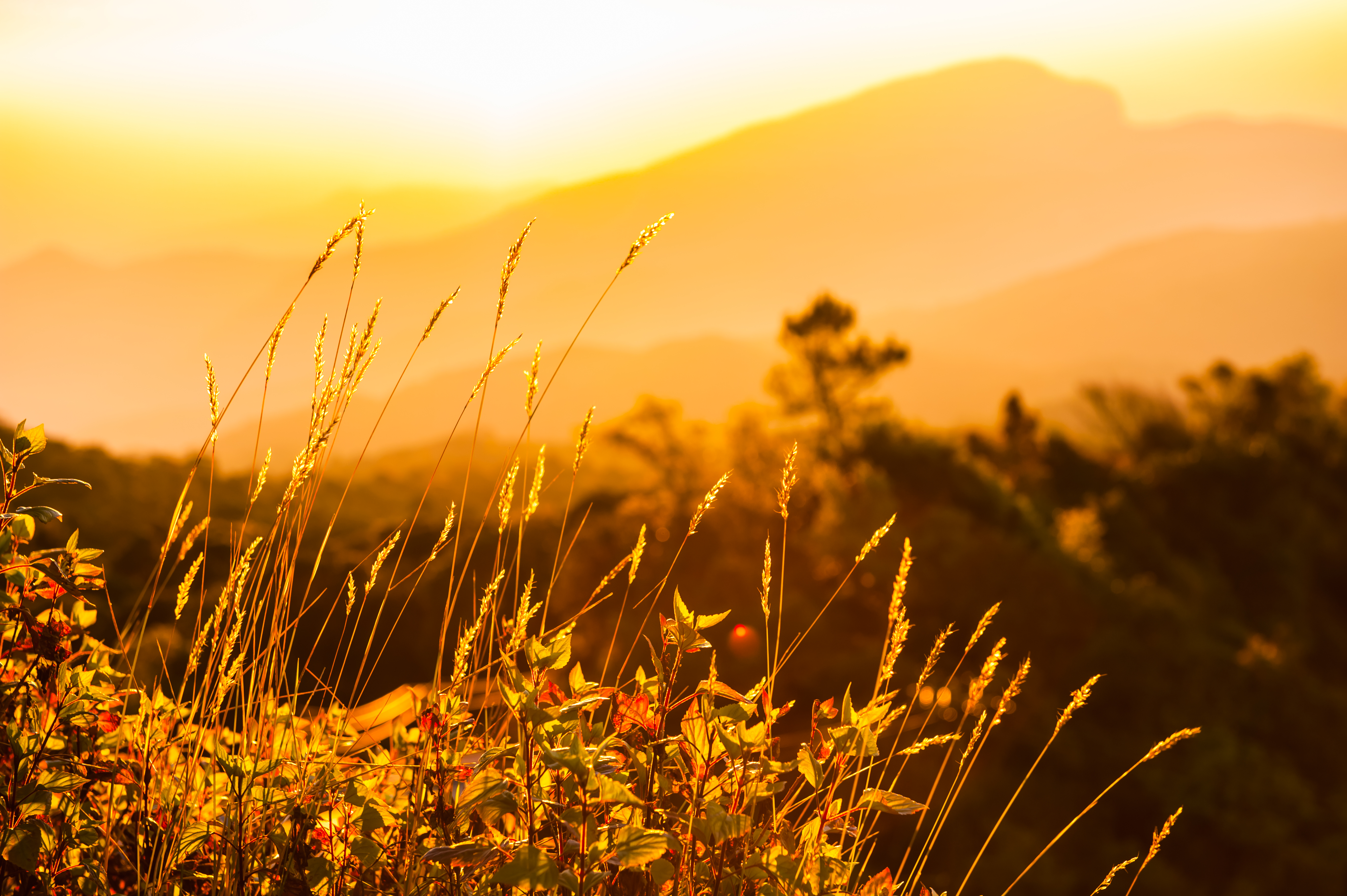
A Központi-hegyvidék
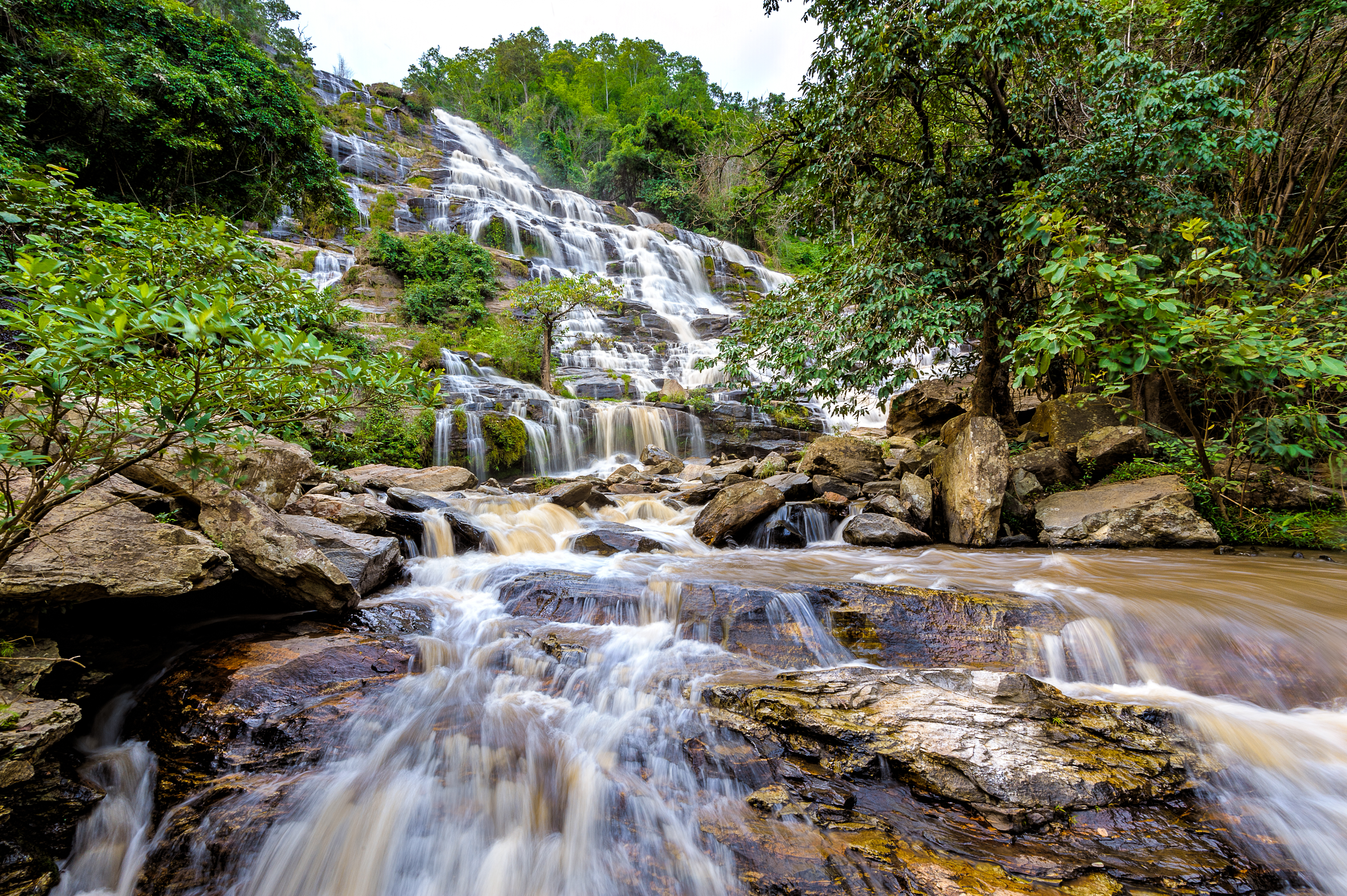
A Mae Ya vízesés